# Дорога в космос
«Дорога в космос» — автобиографическая книга первого в мире космонавта Юрия Алексеевича Гагарина, написанная в 1961 году. Помощь в издании книги Ю. А. Гагарину оказали специальные корреспонденты С. А. Борзенко и Н. Н. Денисов.

## История создания
После полета 12 апреля 1961 года газета «Правда» в лице Николая Николаевича Денисова предложила Юрию Гагарину опубликовать автобиографические записки. По воспоминаниям Денисова, Гагарин смущённо ответил на это предложение:

Ну какой же из меня литератор! Да и биография короткая… 
Однако вскоре работа над записками была начата. Как только врачи после исследований отправили Гагарина в госпиталь, Николай Денисов и Сергей Борзенко начали посещать его вместе с редакционной стенографисткой Вероникой Ивановной. Они договорились с космонавтом о следующем режиме работы: Гагарин последовательно вспоминал обо всех интересных фактах, происходивших в его жизни, а Денисов и Борзенко литературно готовили рассказанное к печати. Литераторы общались с семьей космонавта и с космическими «однополчанами» для полного понимания некоторых моментов биографии.
Первоначально опубликовано издательством «Правда», однако впоследствии для издания Военного издательства Министерства обороны СССР была расширена глава «Присяга на верность Родине», в которой более подробно рассказал о прохождении им военной службы, а также добавлена новая глава о зарубежных поездках во многие страны Европы и западного полушария после легендарного события.
В предисловии за авторством организатора и руководителя подготовки первых советских космонавтов Николая Петровича Каманина говорится о восторженном приеме первых глав книги советским читателем.
Книга была переведена на многие иностранные языки. В течение нескольких лет при последующих переизданиях «Дорога в космос» дополнялась новыми главами. Незадолго до гибели Юрия Гагарина была опубликована заключительная глава издания «Дороги в космос» — о выходе Алексея Леонова в открытое космическое пространство.

## Издания

### На русском языке
- Гагарин Ю. Дорога в космос: рассказ лётчика-космонавта СССР / лит. запись спец. кор. «Правды» Н. Денисова, С. Борзенко; под ред. и с пред. Н. Каманина. — Москва: Правда, 1961. − 173 с.
- Гагарин Ю. Дорога в космос: записки лётчика-космонавта СССР / лит. запись спец. кор. «Правды» Н. Денисова, С. Борзенко; под ред. и с пред. Н. Каманина. — Москва: Правда, 1961. − 222 с.
- Гагарин Ю. Дорога в космос: записки летчика-космонавта СССР / лит. запись спец. кор. «Правды» Н. Денисова, С. Борзенко. — Москва: Военное издательство Министерства обороны СССР, 1961. − 236 с.
- Гагарин Ю. Дорога в космос: записки летчика-космонавта СССР / лит. запись спец. кор. «Правды» Н. Денисова, С. Борзенко. — Москва: Военное издательство Министерства обороны СССР, 1969.
- Гагарин Ю. А. Дорога в космос: рассказ лётчика-космонавта СССР / оформл. Ю. Копейко; фотографии фотохроники ТАСС и АПН. — М. : Государственное издательство детской литературы Министерства Просвещения РСФСР, 1963. — 303 с.
- Гагарин Ю. Дорога в космос. — Москва: Воениздат, 1978.
- Гагарин Ю. А. Дорога в космос: записки летчика-космонавта СССР / лит. зап. спец. кор. «Правды» С. Борзенко, Н. Денисова; вступит. ст. В. Шаталова. — Москва: Военное издательство Министерства обороны СССР, 1981. − 334 с.

### На английском языке
- Gagarin Y.A. Road to the stars: notes by Soviet cosmonaut no. 1. — Moscow, Foreign Languages Publishing House, 1962.

### На сербском языке
- Gagarin J. Put do zvezda. Zapisi prvog čoveka u svemiru. / Prevodilac: Ana Kitanović - 2020. ISBN 978-86-521-3878-4.